# Loptimist
Lee Hyuk-ki (hangeul: 이혁기), mieux connu sous le nom Loptimist (hangeul: 랍티미스트), est un rappeur sud-coréen. Il a débuté en 2007 avec l'album 22 Channels. Il a signé chez le label discographique Soul Company en 2008 et l'a quitté en 2011 pour rejoindre Jungle Entertainment. Loptimist a reçu de nombreuses éloges pour avoir "étendu le spectre du genre hip-hop".

## Discographie

### Albums
| Titre               | Détails sur l'album                                        | Liste des pistes |
| ------------------- | ---------------------------------------------------------- | --- |
| 22 Channels         | Date de sortie: 24 février 2007 Label: Tyle Music          | 1. Intro 2. New Vision 3. Black Cancer (feat. Dead'P) 4. Ocean To Ocean (feat. Unknown Prophets) 5. 눈물샘 (feat. 나찰 de Garion & 대팔) 6. WETHEREAL (feat. Phebruary) 7. 85 Paradise (feat. Sol Flower) 8. Hard Hittin (feat. UnderClassMen) 9. Love (feat. BlackLiszt) 10. No Doubt (feat. Deepflow) 11. Dear.Unknown (feat. Wimpy de 두사람) 12. La Repondeur -Interlude (feat. Deaf Switch & Toon) 13. KO Is The Name (feat. The Legendary K.O.a.k.a. K-Otix) 14. Struggle To Rise (feat. Sick Status) 15. Nostalgia (feat. Addsp2ch) 16. Last For One (feat. 배치기) 17. 가난한 사랑 노래 (Loptimistic Remix) (feat. UMC) 18. Illest Form (feat. UnderClassMen) 19. Coffee Break 20. The Triumph (feat. Simon Dominic) 21. Like They Used To (feat. D.Randle of The Legendary K.O. a.k.a. K-Otix) 22. Keep On Rockin (feat. SIDE-B) 23. Hidden Agenda (feat. Braille) 24. Outro |
| Mind-Expander       | Date de sortie: 29 avril 2008 Label: Soul Company          | 1. Intro : K.O Blessing 2. Triple Flow (feat. 넋업샨 & RHYME-A-) 3. Amnesia (feat. Simon Dominic & Lady Jane) 4. 집시여행 (feat. 리쌍) 5. One Night Dream (feat. Blackliszt) 6. 이빨 (feat. Mad Clown) 7. Ticket (Interlude) 8. Ticket to London 9. 널 사랑한 내가 밉다 (feat. 샛별) 10. Coasal (feat. DJ Wegun) 11. 금메달리스트 (feat. Leo Kekoa) 12. 갈증 (feat. P&Q) 13. D.A.R.K (feat. ARK (Tablo, Mithra Jin, Yankie)) 14. Ghostwriter (feat. Kebee & 경선 d'Heritage) 15. 기다린 편지 16. Dedicated to MC (piste bonus) |
| Lilac               | Date de sortie: 10 mars 2011 Label: Soul Company           | 1. 남자의 멋 (feat. Loquence) 2. 자유로 (feat. Paloalto & Jinbo) 3. 다른 사람 4. 나를 불러본다 (feat. D.C) 5. Coasal 2 (feat. DJ Wegun) 6. 생활의 달인 (feat. RHYME-A-) 7. Sunshine (feat. B-Free & Crucial Star) 8. Boogie Night (feat. Makesense & D.C) 9. 그때 우리는 10. 라일락 (feat. 김동희) 11. 연어 (feat. Eluphant) 12. Lee on your mind 13. Love is Over (feat. Paloalto, Dead'P, & 남예지) 14. Boogie Night Remix (feat. The Quiett, RHYME-A-, & D.C) |
| Veranda             | Date de sortie: 31 octobre 2014 Label: Kemistreet Records  | 1. Veranda 2. 유부남 진 (feat. D.C) 3. 지나가던 길에 (feat. 김하얀) 4. Echo 5. 씨 (feat. Carmine Ioanna) 6. 303 drum 7. 잘됐어 (feat. 탁 of 배치기, 지종환, & DJ SQ) 8. Nest 9. 이미 (feat. Paxy) 10. 떠오름 11. 의심병 (feat. Teth & 지종환) 12. Memoria 13. Ma Day 14. 베개 15. 지나가던 길에 Remix (feat. D.C) |
| Amazing Gift Vol. 3 | Date de sortie: 20 novembre 2014 Label: Kemistreet Records | 1. L is back 2. 의심병 (Inst.) 3. 음악가 4. 사돈 5. 퇴학 6. 지나가던 길에 (Inst.) 7. 연어 (Inst.) 8. 슬기로운 생활 9. 나를 불러본다 (Inst.) 10. 다른 사람 (Inst.) 11. 이미 (Inst.) 12. 라일락 (Inst.) 13. 다이어트 14. 자유로 (Inst.) 15. 오토노미 16. 감자 17. 벼락 |

### Singles
- "Love Is Over" (2010)
- "Amazing Gift Vol. 1" (2011)
- "Ma Day" (2014)
- "지나가던 길에" (2014)
- "의심병" (2014)
- "돌아보기" (2014)
- "다시는" (2015)
- "아르페오" (2015)
- "Me" (2016)
- "Seoul Bossa Nova" (2016)
- "Yam Scene" (2016)
- "Che Bella" (2016)

## Récompenses

### Hiphopplaya Awards
| Année | Catégorie             | Nomination | Résultat |
| ----- | --------------------- | ---------- | -------- |
| 2007  | Rookie de l'année     | Loptimist  | Lauréat  |
| 2009  | Producteur de l'année | Loptimist  | Lauréat  |